# Младен Србиновић
Младен Србиновић (Сушица код Гостивара, 29. новембар 1925 — Београд, 12. мај 2009) био је српски сликар, академик САНУ и професор Универзитета у Београду.

## Биографија
Младен Србиновић родио се 1925. године у Сушици код Гостивара. Основну школу и гимназију похађао је у Београду. Студирао је сликарство на Академији ликовних уметности од 1947. до 1951, а постдипломске студије завршио је 1953. године. За асистента у Академији ликовних уметности био је изабран 1953. када је изабран и за члана УЛУС-а. Пензионисан је у звању редовног професора Факултета ликовних уметности 1988. године.

Први пут је излагао 1948. на Изложби радова студената Академије ликовних уметности, а самостално 1952. године у Графичком колективу. Поред многих самосталних и групних изложби у земљи и иностранству, представљао је југословенску уметност на бројним изложбама. Био је члан Графичког колектива и групе Самостални (од 1952), и један од оснивача и чланова Децембарске групе(1955). Издао је две графичке мапе (1953. и 1955), инспирисане стиховима Лорке. Упоредо са сликарством и графиком од 1960. почео је да ради мозаике и предлошке за таписерије које су реализоване и излагане.
Израдио је у мозаиу:
- зид у свечаној сали Савезног извршног већа (1962),
- две зидне композиције у Хисторијском Музеју у Сарајеву(1966),
- два циклуса зидних мозаика(1971.и 1988), и 17 подних мозаика (1985), у свечаној дворани Скупштине општине Крушевац,
- зидне мозаике у Медицинском центру Гамзигрдске бање (1975),
- мозаичку композицију у свечаној сали фабрике Први мај у Пироту(1978, уништена у пожару 1992),
- два мозаика у згради Радио-телевизије Београд у Кошутњаку(1979),
- два мозаике за цркву Св. Николе у Руми (1985),
- мозаик на прочељу Инвестбанке у Београду (1989) и
- мозаичке иконе за олтарску преграду у манастиру Жичи (1993).
- Радио је и витраже за Свечану дворану Скупштине општине Крушевац.

Изабран је 1981. године за дописног, а 1988. за редовног члана Српске академије науке и уметности, а 1997. године је изабран и за члана Македонске академије наука и уметности .

## Признања
Добитник је многих југословенских и међународних награда.
Октобарска награда Београда 1958;
Премија за графику - Загреб 1960;
Награда за сликарство на Меморијалу Надежде Петровић у Чачку 1960;
Награда за сликарство на међународном бијеналу у Сао Паолу, 1961;
Награда за најбољу графику на Биеналу графике у Токију 1961. године, за литографију "Септембар"
2. награда за сликарство на бијеналу у Александрији,
Октобарска награда Београда, 1974,
7-јулска награда, 1984.
Представљао је Југославију на 31. Венецијанском бијеналу, 1962. године где је изложио двадесет радова формата 170 x 145, а насловну страницу каталога красило је уље на платну "Тајна црвеног / Il segreto del rosso".

## Галерија
- М. Србиновић: Заштитник Теразија 1989. мозаик Београд
- Спомен плоча испод мозаика М. Србиновић Заштитник Теразија 1989.
- Дело „Торбица са оријенталним шарама” настало 1963. године. Део је збирке Историје уметности Народног музеја у Лесковцу
- Босна, Хисторијски музеј Босне и Херцеговине у Сарајеву
- Ђурађ и Јерина Бранковић
- Мозаик сала
- Мозаик сала
- Вук и Мара Бранковић
- Свети Спиридон и Константин
- Протомајстор Раде Боровић
- Детаљ са мозаика